# 다마무라정
다마무라정(일본어: 玉村町 다마무라마치[*])은 일본 군마현 남부에 있는 사와군의 정이다.
옛날에는 닛코 예폐사 가도의 역참 마을로 알려져 있었으며 군마현 남부의 여러 지역처럼 겨울에는 강한 북풍의 영향으로 춥고 여름에는 더운 기후를 가지고 있다.

## 지리
군마현 남부에 위치하고 남쪽으로 가라스강이 가로지르며 정의 북부를 도네강이, 정의 중앙을 다키가와강이 흐른다. 전역이 평야이지만 남부의 가라스강 유역이 충적 저지인데 반해 북부의 도네강 유역은 홍적 대지이다. 정의 중심지는 일찍이 예폐사 가도의 슈쿠바(역참)였던 시모신덴 지구이다. 인구는 현내의 정촌 중에서는 오이즈미정의 뒤를 잇는다.

## 역사
- 1889년 4월 1일 - 시정촌제 시행으로 다마무라정, 시바네촌, 조요촌이 성립하였다.
- 1896년 4월 1일 - 군 합병과 함께 다마무라정, 시바네촌, 조요촌이 사와군 소속이 되었다.
- 1955년 4월 10일 - 다마무라정과 시바네촌이 합병해 다마무라정이 되었다.
- 1957년 8월 1일 - 다마무라정과 조요촌이 합병해 다마무라정이 되었다. 군난촌의 일부를 편입하였다.

## 인구
| 연도 | 인구   | ±%     |
| ---- | ------ | ------ |
| 1960 | 13,833 | —      |
| 1970 | 12,922 | −6.6%  |
| 1980 | 17,643 | +36.5% |
| 1990 | 24,423 | +38.4% |
| 2000 | 37,522 | +53.6% |
| 2010 | 37,551 | +0.1%  |

## 교통

### 도로
- 간에쓰 자동차도
- 국도 354호선(일본어판)